# Laura Osswald
Pour les articles homonymes, voir Osswald.
Laura Osswald, née le 8 mars 1982 à Munich en Allemagne, est une actrice allemande.

## Biographie
Elle est connue pour avoir joué dans la série télévisée Le Destin de Lisa (Verliebt in Berlin) et Le Destin de Bruno ainsi que dans la série Les Allumeuses diffusée sur W9. Elle a également interprété un rôle secondaire en 2007 dans l'épisode 3 Trouble-fête de la série Alerte Cobra.
Elle parle couramment le français et l'anglais.

## Vie privée
Depuis décembre 2014, elle est mariée à Krishan Weber, un chef d'entreprise. Le 26 septembre 2016, elle donne naissance à une petite fille prénommée Karline Ruby.

## Filmographie

### Cinéma

#### Longs-métrages
- 2012 : Türkisch für Anfänger (film, 2012) (de) de Bora Dagtekin : Une fille dans le clip vidéo
- 2013 : Un prof pas comme les autres (Fack ju Göhte) de Bora Dagtekin : L'institutrice des enfants

#### Court métrage
- 2002 : Seventeen de Hansjörg Thurn : Connie

### Télévision

#### Séries télévisées
- 2001 : Sinan Toprak ist der Unbestechliche : Brigitte (1 épisode)
- 2002-2005 : Les Allumeuses (Schulmädchen) : Cara de Boni (16 épisodes)
- 2003 : Klinik unter Palmen : Esther (2 épisodes)
- 2004 : Die Wache : Jenny (1 épisode)
- 2004 et 2006 : Soko brigade des stups (SOKO 5113) : Jelena Sabotkina (2 épisodes)
- 2005 : Küstenwache: Susanne Piroecki (1 épisode)
- 2005-2007 : Le Destin de Lisa (Veliebt in Berlin) : Hannah Refrath (41 épisodes)
- 2006 : Double Jeu (Unter Verdacht) : Frau Klein (1 épisode)
- 2006 : Balko : Nicolette Schawan (1 épisode)
- 2006, 2011 et 2020 : Die Rosenheim-Cops : Andrea Zielke / Annemarie Steffinger / Kristin Haser (4 épisodes)
- 2007 : Alerte Cobra (Alarm für Cobra 11 - Die Autobahnpolizei) : Jeanette (1 épisode)
- 2008-2011 : Le Journal de Meg (Doctor's Diary - Männer  sind die  best Medizin) : Gabi Kragenow (21 épisodes)
- 2008 : Family Mix : une actrice (saison 3, épisode 8)
- 2009 : Großstadtrevier : Elisa Kowalski (1 épisode)
- 2009 : Rosamunde Pilcher : Vivian Wilcox (1 épisode)
- 2010 : Le Renard (Der Alte) : Nikola Hoffer (1 épisode)
- 2011 : SOKO Kitzbühel : Marina Schmidt (1 épisode)
- 2012 : Kreuzfahrt ins Glück : Corinna Berger (1 épisode)
- 2012 : Russisch Roulette : Natascha Koslowa (2 épisodes)
- 2012 : Der Cop und der Snob : Bea Schwaiger (1 épisode)
- 2013 : Mick Brisgau : Vanessa Gerlach (1 épisode)
- 2014 : Die Garmisch-Cops : Sarah Gerlach (6 épisodes)
- 2015 : Männer! Alles auf Anfang : Une vendeuse de matelas (1 épisode)
- 2014-2015 : Monaco 110 : Uschi Nagel/UI (4 épisodes)
- 2015 : Mila (série télévisée, 2015) (de) : Sally Hauser (6 épisodes)
- 2020 : Der Beischläfer (de) : Felicitas Schreyer (7 épisodes)
- 2020 : München Mord: Ausnahmezustand (de) : Jessy (saison 2, épisode 1)
- 2020 : Heldt (série télévisée) (de) : Tatjana Klug (saison 8, épisode 4)

#### Téléfilms
- 2000 : Le sommet de la vengeance (Die Bergwacht - Duell am Abgrund) de Wolfgang Dickmann et Stefan Klisch
- 2005 : Tote Hose - Kann nicht, gibt's nicht de Simon X. Rost : Infirmière
- 2008 : ProSieben FunnyMovie - Eine wie keiner de Marco Petry : London
- 2010 : Une pour toutes, toutes pour une! (Bei manchen Mannërn hilft nur Voodoo) de Thomas Nennstiel : Maren van Stetten
- 2011 : Flirtcamp de Oliver Dommenget : Katja
- 2012 : Une robe de mariée pour deux (Im Brautkleid meine Schwester) de Florian Froschmayer : Mara Eisemann
- 2013 : Une maman, des papas (Drei in einem Bett) de Wilhelm Engelhardt : Chantal
- 2013 : Robin des Bois et moi (Robin Hood & Ich) de Holger Haase : Claudia Seidl

## Théâtre
Elle monte également sur les planches de théâtre en 2004 avec la pièce Der Ausreisser (Kleines Theater Bad Godesberg)